# U-Bahnhof Rathaus Essen
Der U-Bahnhof Rathaus Essen (von Eröffnung 1977 bis 2009 Porscheplatz genannt) ist eine Tunnelstation im Essener Stadtkern, die von fast allen Essener Straßenbahnlinien angefahren wird. Sie wurde für den Betrieb der Stadtbahn Essen erbaut, wird aber in Ermangelung des weiteren Streckenausbaus zurzeit nur durch die Straßenbahn Essen genutzt.

## Lage und Charakter

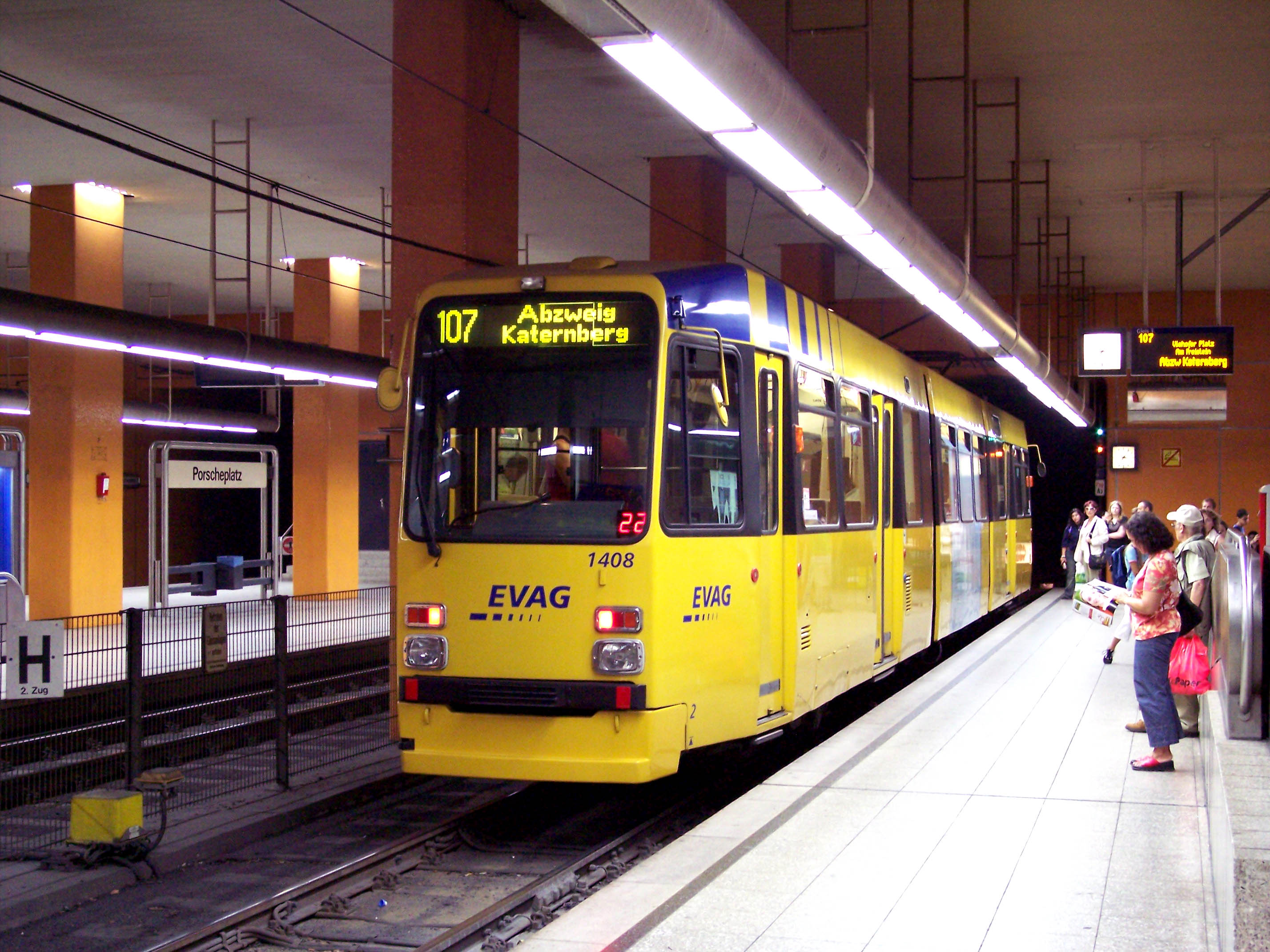
Straßenbahnlinie 107 im U-Bahnhof im Jahr 2005

Der U-Bahnhof ist einer von insgesamt drei geplanten Kreuzungsstationen zwischen der Stadtbahn und der Straßenbahn. Diese Funktion erfüllt er, im Gegensatz zu den anderen beiden Kreuzungsbahnhöfen, allerdings noch nicht, da der U-Bahnhof bislang ausschließlich von Straßenbahnen bedient wird. Hintergrund ist, dass weitere Planungen zum Ausbau des Stadtbahnnetzes zwischenzeitlich verworfen wurden.
Die Station befindet sich im östlichen Bereich der Innenstadt in direkter Nachbarschaft zum namensgebenden Rathaus und der über ihr befindlichen Rathaus Galerie, einem Einkaufszentrum. Sie ist die einzige Station in Essen, die von sämtlichen Straßenbahnlinien bedient wird.
Der U-Bahnhof stellt die Kreuzung der Ost-West-Spange (Berliner Platz – Steele) und der Außenstrecken nach Altenessen und Katernberg sowie zum Hauptbahnhof und dem Südviertel dar. Er ist viergleisig ausgebaut und verfügt über jeweils zwei niederflurige Mittelbahnsteige, die im Richtungsbetrieb bedient werden, d. h. die Straßenbahnen nach Norden in Richtung Berliner Platz, Altenessen und Katernberg teilen sich einen Bahnsteig, ebenso die Straßenbahnen nach Süden in Richtung Hauptbahnhof und Steele.
Die U-Bahn-Station ist über eine Verteilerebene über Treppen und Rolltreppen sowie barrierefrei über Aufzüge erreichbar. Über dem Bahnhof befindet sich ebenfalls in Nord-Süd-Richtung die Straße Schützenbahn mit der Bushaltestelle Rathaus Essen.

## Geschichte
Der U-Bahnhof wurde am 28. Mai 1977 mit dem Namen Porscheplatz eröffnet. Der eigentliche, 1951 nach Ferdinand Porsche benannte, freie Platz entstand nach schweren Zerstörungen im Zweiten Weltkrieg. Hier wurde in der Nachkriegszeit ein Bus- und Straßenbahnhof eingerichtet. Große Teile des Porscheplatzes wurden 1978 bis 1979 vom Parkhaus des ersten Essener Einkaufszentrums, der heutigen Rathaus Galerie, überbaut. Das angrenzende Rathaus wurde 1979 fertiggestellt.
Von Beginn an ist der U-Bahnhof Porscheplatz im Tunnel mit dem gleichzeitig eröffneten U-Bahnhof Essen Hauptbahnhof verbunden. Ebenso war, wie heute, die südöstlich an die Oberfläche führende Rampe zur ehemaligen Volkshochschule an der Hollestraße und weiter nach Steele vorhanden. Nördlich des Porscheplatzes führte ebenfalls eine Rampe zur noch an der Oberfläche gelegenen Haltestelle Viehofer Platz. Diese Verbindung wurde am 27. September 1985 im Tunnel zum nun unterirdischen Bahnhof Viehofer Platz eröffnet.
Am 23. September 1988 wurde der Betrieb von spurgeführten Oberleitungsbussen der Linie 146 im Tunnel aufgenommen, die auch am Bahnsteig im U-Bahnhof Porscheplatz hielten. Später wurde die 146 durch die Linien 145 und 147, später in CE45 und CE47 umbenannt, ersetzt. Sie alle bildeten damit einen Mischbetrieb mit den Straßenbahnlinien. Seit dem 21. September 1995 (offizielle Stilllegung am 24. September 1995) verkehren keine Spurobusse mehr durch den Tunnel.
Im Herbst 1991 wurde nördlich des Porscheplatzes der etwa 1,7 Kilometer lange Tunnel über die U-Bahnhöfe Rheinischer Platz und Berliner Platz mit Rampe zur Haltestelle Haupteingang an der Oberfläche, heute ThyssenKrupp, in Betrieb genommen. Diese Verbindung wird als Ost-West-Spange bezeichnet.
Im Dezember 2009 wurde der U-Bahnhof Porscheplatz in Rathaus Essen umbenannt.
Im Februar 2015 wurde mit Umbauarbeiten im U-Bahnhof begonnen, die neben einer optischen Modernisierung vor allem die Sicherheitstechnik betreffen, die besonders im Brandschutz auf den aktuellen Stand gebracht wird. Hierzu investiert die Essener Verkehrs-AG insgesamt rund 2,5 Millionen Euro.

## Bedienung
| Linie   | Verlauf | Takt (Mo–Fr) |
| ------- | --- | --- |
| 101 106 | Borbeck Germaniaplatz – Bergeborbeck Leimgartsfeld – Bergeborbeck Bf – Helenenstraße – U Berliner Platz – U Rheinischer Platz – U Rathaus Essen – U Essen Hbf – Rüttenscheider Stern – Holsterhauser Platz – Hobeisenbrücke – Alfred-Krupp-Schule – Essen West – Helenenstraße Die Linie 101 verkehrt Borbeck → Helenenstraße → Hauptbahnhof → Rüttenscheid → Helenenstraße Die Linie 106 verkehrt Helenenstraße → Rüttenscheid → Hauptbahnhof → Helenenstraße → Borbeck | 10 min |
| 103     | Dellwig Wertstraße – Essen-Dellwig Bf – Gerschede – Borbeck Germaniaplatz – Borbeck Bf – Schloss Borbeck – Borbeck Süd Bf – Helenenstraße – U Berliner Platz – U Rheinischer Platz – U Rathaus Essen – U Essen Hbf (nur abends sowie sonn-/feiertags) / (Hollestraße – Huttrop – Steele ) | 10 min |
| 105     | Naturlinie 105: Frintrop Unterstraße (Stadtgrenze Oberhausen) – Bedingrade – Abzweig Aktienstraße – Borbeck Süd Bf – Helenenstraße – U Berliner Platz – U Rheinischer Platz – U Rathaus Essen – U Essen Hbf – Essen Süd – Bergerhausen – Rellinghausen Finefraustraße | 10 min |
| 107     | Kulturlinie 107: U Gelsenkirchen Hbf – U Heinrich-König-Platz – Gelsenkirchen Musiktheater – Gelsenkirchen-Feldmark – Essen-Katernberg – Zollverein Nord Bf – Abzw. Katernberg – Zollverein – Stoppenberg – U Viehofer Platz – U Rathaus Essen – U Essen Hbf (– U Philharmonie – U Rüttenscheider Stern – Rüttenscheid U Martinstraße – U Florastraße – Bredeney) nach Bredeney nur in der HVZ, diese Fahrten enden/beginnen am Abzweig Katernberg                       | 20 min (Gelsenkirchen–Hanielstr.) 10 min (Hanielstr.–Essen Hbf) 4/6 min (Abzw. Katernb.–Essen Hbf zur HVZ) 10 min (Essen Hbf–Bredeney zur HVZ) |
| 108     | Altenessen Bf – Höltestraße – Seumannstraße – Katzenbruchstraße – Am Freistein – U Viehofer Platz – U Rathaus Essen – U Essen Hbf – U Philharmonie – U Rüttenscheider Stern – Rüttenscheid U Martinstraße – U Florastraße – Alfredusbad – Kruppallee – Frankenstraße – Bredeney | 10 min |
| 109     | Frohnhausen Breilsort – Alfred-Krupp-Schule – Berthold-Beitz-Boulevard – U Berliner Platz – U Rheinischer Platz – U Rathaus Essen – Hollestraße – Huttrop – Steele | 10 min |

Darüber hinaus halten an der Oberfläche einige Buslinien, zu denen umgestiegen werden kann.